# Cuevecillas, Durango
Cuevecillas är en ort i Mexiko.   Den ligger i kommunen San Dimas och delstaten Durango, i den centrala delen av landet, 900 km nordväst om huvudstaden Mexico City. Cuevecillas ligger 2 465 meter över havet och antalet invånare är 177.
Terrängen runt Cuevecillas är kuperad åt sydväst, men åt nordost är den bergig. Terrängen runt Cuevecillas sluttar norrut. Runt Cuevecillas är det mycket glesbefolkat, med 3 invånare per kvadratkilometer. Närmaste större samhälle är Sapiorís, 14,1 km nordost om Cuevecillas. I omgivningarna runt Cuevecillas växer i huvudsak blandskog.